# Lola versus Powerman and the Moneygoround, Part One
Albums de The Kinks
Arthur (Or the Decline and Fall of the British Empire)
(1969) Percy
(1971)
Lola versus Powerman and the Moneygoround, Part One est un album du groupe The Kinks paru en 1970.
La pochette intérieure du disque est illustrée par un dessin retouché de Léonard de Vinci : la figure de l'homme a été remplacée par le visage de Ray Davies. L'album se place sous le signe du peintre de la Renaissance, génie aux dons innombrables qui se perçut comme « autre », partout et toujours (« I'm not like everybody else » a chanté Ray Davies) et qui fut un visionnaire. Aussi, l'album aborde des thèmes originaux pour l'époque bien avant que ceux-ci ne deviennent à la mode.
La chanson Lola aborde le thème de la transidentité, dans l'esprit de « distanciation » qui était devenu celui des Kinks (« Girls will be boys and boys will be girls »). Ray Davies y chante avec une fausse naïveté le charme d'un travesti qui ne l'aurait pas laissé indifférent.
La question du chômage est évoquée dans la chanson Get Back in Line qui lui a été inspirée par la vie de son père sans travail durant certaines périodes (« Will I go to work or shall I bide my time [...] He's the man who decides if I live or I die, if I starve or I eat »).
La pollution et ses affres sont traitées dans la chanson Apeman (« I look at my window but I can't see the sky, the air pollution is fogging up my eyes. I want to get off this city alive »).
Ray Davies raille enfin dans Top of the Pops la paranoïa du monde du showbiz obnubilé par la seule recherche du succès.

## Titres de l'album
Toutes les chansons sont de Ray Davies, sauf Strangers (en), Rats (Dave Davies) et Powerman (Ray Davies & Dave Davies).
1. Introduction – 0:41 *
2. The Contenders – 2:01
3. Strangers (en) – 3:19
4. Denmark Street – 2:01
5. Get Back in Line – 3:04
6. Lola – 4:01
7. Top of the Pops – 3:39
8. The Moneygoround – 1:46
9. This Time Tomorrow (en) – 3:21
10. A Long Way From Home – 2:26
11. Rats – 2:39
12. Apeman – 3:51
13. Powerman – 4:17
14. Got to Be Free – 3:01

Titres bonus de la réédition de 2004
1. Lola (Mono Single)
2. Apeman (Demo)
3. Powerman (Demo)

- Introduction est collée à The Contenders sur la réédition de 2004, ce qui forme une seule piste.

## Reprises, clin d'œils et pastiches
- La chanson Apeman, rebaptisée Superman, a été reprise par Serge Lama avec une orchestration et un sens différents : l'homme de la jungle est devenu un homme à femmes s'interrogeant sur les raisons de son succès.
- La chanson éponyme Lola a été reprise par le groupe Blur, le chanteur Robbie Williams et en version ska par le groupe Madness dans l'album The Dangermen Sessions Vol. 1. La chanson Lolita de Noir Désir s'en inspire.
- Weird Al Yankovic a pastiché Lola pour en faire un hymne au héros de Star Wars Yoda.

## Dans la culture
Sauf indication contraire, les informations mentionnées dans cette section peuvent être confirmées par le générique de fin de l'œuvre audiovisuelle présentée ici, ainsi que par la base de données cinématographiques IMDb,  présente dans la section « Liens externes ».
- Trois chansons de l'album, This Time Tomorrow (en), Powerman et Strangers (en) ont été utilisées sur la bande originale du film À bord du Darjeeling Limited de Wes Anderson en 2007.
- This Time Tomorrow (en) est également utilisé sur la bande originale du film Les Amants réguliers de Philippe Garrel en 2005.